# Xylographus ceylonicus
Xylographus ceylonicus là một loài bọ cánh cứng trong họ Ciidae. Loài này được Ancey miêu tả khoa học năm 1876.